# Fáros (ort i Grekland, Grekiska fastlandet)
Fáros (Faros) är en ort i Grekland.   Den ligger i prefekturen Nomós Evvoías och regionen Grekiska fastlandet, i den östra delen av landet, 50 km norr om huvudstaden Aten. Fáros ligger 3 meter över havet och antalet invånare är 1 171.
Terrängen runt Fáros är platt söderut, men norrut är den kuperad. Havet är nära Fáros åt sydost.Runt Fáros är det ganska tätbefolkat, med 134 invånare per kvadratkilometer. Närmaste större samhälle är Chalkída, 7,3 km norr om Fáros. Trakten runt Fáros består till största delen av jordbruksmark.